# Gmina Budinščina
Gmina Budinščina (chorw. Općina Budinščina) – gmina w Chorwacji, w żupanii krapińsko-zagorskiej. W 2011 roku liczyła 2503 mieszkańców.